# Orangutana setosa
Orangutana setosa är en mångfotingart som beskrevs av Sergei I. Golovatch 1996. Orangutana setosa ingår i släktet Orangutana och familjen orangeridubbelfotingar. Inga underarter finns listade i Catalogue of Life.